# 광어 (래퍼)
광어는 대한민국의 래퍼다. 2020년 싱글 《신데렐라》로 데뷔했다.

## 방송
- 하고싶은말을해라 1 (2020) - Top16
- 쇼미더머니 11 (2022) - Top108

## 음반
- 신데렐라 (2020)
- My name is Dongwoo Kim (2020)
- 널 위한 노래 (2021)
- 탈출 준비 (2021)